# گذرگاه اونی
گذرگاه اونی (انگلیسی: Unai Pass) یک گردنه کوهستانی بلند در ارتفاع ۳۰۰۰ متری (۹۸۴۳ فوت) از سطح دریا در منطقه سرچشمه، ولایت میدان وردک می‌باشد. دریای کابل از همین گردنه سرچشمه می‌گیرد. این گردنه ولایت کابل را به ولایت بامیان وصل می‌کند.
این گذرگاه به دلیل اهمیت در جنگ افغانستان سابقه طولانی دارد. در سال ۱۹۲۹، سعید احمد خان شاهنور و فرقه مشر فتح محمد خان میرزاد (۱۹۰۱-۱۹۶۴) یکی از سه فرماندهان هزاره بودند که نیروهای حبیب الله کالاکانی را در این گذرگاه شکست داد. مجاهدین در بهار سال ۱۹۷۹ در طی جنگ علیه رژیم کمونیستی افغانستان مورد حمایت شوروی ، گذرگاه اونای را تصرف کردند و منطقه جلریز یکی از اولین مناطقی بود که تصرف شد.  
در سال ۲۰۰۸، وزارت کار و امور اجتماعی ۱۳۶ کیلومتر بزرگراه کابل را آغاز کرد، کمک ۳۶ میلیون یورویی دولت ایتالیا، مرحله اول این پروژه، در سال ۲۰۰۸ با به‌سازی ۵۴ کیلومتر جاده خاکی که از میدان‌شهر آغاز شده و به سمت گذرگاه اونای می‌رود، آغاز شد.

## جغرافیا
گذرگاه اونی در ولایت میدان وردک در میان رشته کوه پغمان شاخه‌ای از هندوکش، با ۳۲۲۵ متر ارتفاع از سطح دریا، در غرب شهر کابل پایتخت افغانستان واقع شده است. جاده بالای گردنه آسفالت است و بزرگراه بهسود - کابل نامیده می‌شود. این جاده راه وصولی اصلی جاده کابل با هزاره‌جات است.
در این ناحیه آب و هوا سرد است. متوسط دما ۸ درجه سانتی گراد است. گرم‌ترین ماه اسد با دمای ۲۴ درجه سانتیگراد و سردترین دلو با دمای ۱۱ درجه سانتی گراد است. میزان بارش به طور میانگین ۴۷۵ میلی متر در سال است. مرطوب‌ترین ماه حمل است، با ۹۹ میلی متر باران و خشک‌ترین ماه اسد است با ۵ میلی متر.